# 品野町 (瀬戸市)
品野町（しなのちょう）は、愛知県瀬戸市下品野連区・品野連区の町名。現行行政地名は品野町1丁目から8丁目。

## 地理
- 瀬戸市の中央部に位置する[8]。西を八床町・暁町、北を落合町・広之田町、東を上品野町・中品野町・鳥原町・窯町、南を紺屋田町・五位塚町と隣接している[8]。
- 国道248号沿いの市街地。国道沿いは地域産業の産地問屋、陶器商が多く、各種商店や金融機関・行政施設も集まる[8]。
- 窯町に続く3・5丁目の丘陵斜面には製陶工場が多い[8]。
- 西は八床粘土鉱山地帯に続き、鉱山跡地を利用した品野陶磁器センター（1丁目）がある[8]。
- 4丁目に寛永年間創業という造り酒屋がある[8]。
- 小学校や保育園などの公共施設は6丁目に集中する[8]。
- 7月に祇園祭が行われ、国道沿いに露店が並び、山車が繰り出され、夜は飾り提灯が輝いて多くの人で賑わう[8]。

### 河川
- 水野川 ： 町の北部を西流している。
- 鳥原川（水野川支流） ： 5丁目と7丁目の境を北流し、6丁目に入って落合町との境付近で水野川に注ぎ込んでいる。
- 大洞川（水野川支流） ： 8丁目と中品野町との境を西流し、水野川に注ぎ込んでいる。
- 紺屋田川（瀬戸川支流） ： 1丁目の中央部を南流している。

- 水野川（品野町・落合町境）
- 鳥原川（品野町内）
- 水野川と鳥原川の合流点[注釈 3]
- 紺屋田川（品野町内）

### 学区
市立小・中学校に通う場合、学区は以下の通りとなる。また、公立高等学校普通科に通う場合の学区は以下の通りとなる。
| 町丁・丁目  | 番・番地等                                 | 小学校               | 中学校             | 高等学校 |
| ----------- | ------------------------------------------ | -------------------- | ------------------ | -------- |
| 品野町1丁目 | 全域                                       | 瀬戸市立下品野小学校 | 瀬戸市立品野中学校 | 尾張学区 |
| 品野町2丁目 | 全域                                       | 瀬戸市立下品野小学校 | 瀬戸市立品野中学校 | 尾張学区 |
| 品野町3丁目 | 全域                                       | 瀬戸市立下品野小学校 | 瀬戸市立品野中学校 | 尾張学区 |
| 品野町4丁目 | 全域                                       | 瀬戸市立下品野小学校 | 瀬戸市立品野中学校 | 尾張学区 |
| 品野町5丁目 | 全域                                       | 瀬戸市立下品野小学校 | 瀬戸市立品野中学校 | 尾張学区 |
| 品野町6丁目 | 全域                                       | 瀬戸市立下品野小学校 | 瀬戸市立品野中学校 | 尾張学区 |
| 品野町7丁目 | 下欄以外の区域                             | 瀬戸市立下品野小学校 | 瀬戸市立品野中学校 | 尾張学区 |
| 品野町7丁目 | 50番〜79番 316番〜328番 330番〜338番 400番 | 瀬戸市立品野台小学校 | 瀬戸市立品野中学校 | 尾張学区 |
| 品野町8丁目 | 全域                                       | 瀬戸市立品野台小学校 | 瀬戸市立品野中学校 | 尾張学区 |

## 歴史

### 町名の由来
田畑が山の中腹にあって階段状になっている地形による。

### 沿革
この項では、品野の地名の変遷についても述べる。
- 室町時代には、尾張国春日部郡「科野郷」として文献に名を残す[12]。
- 江戸時代には、尾張国春日井郡上品野村・中品野村・下品野村となる[13]。
- 1880年（明治13年）2月5日 - 春日井郡が東西に分割され、東春日井郡上品野村・中品野村・下品野村となる[14][15]。
- 1889年（明治22年）10月1日 - 市町村制下の上品野村大字上品野、下品野村大字中品野・大字下品野となる[14][16][注釈 4]。
- 1906年（明治39年）7月16日 - 上品野村・下品野村が合併し、品野村大字上品野・大字中品野・大字下品野となる[14][16][注釈 5]。
- 1924年（大正13年）1月1日 - 品野村が町制施行し、品野町大字上品野・大字中品野・大字下品野となる[17]。
- 1959年（昭和34年）4月1日 - 品野町が瀬戸市に編入され、瀬戸市大字上品野・大字中品野・大字下品野となる[14][16]。
- 1964年（昭和39年）10月1日 - 大字上品野が上品野町となり、同日をもって大字上品野は消滅する[18][19]。
- 1965年（昭和40年）5月1日 - 大字下品野・中品野の各一部より、品野町1〜8丁目が成立[2]。なお、同日に、大字中品野は、岩屋町・鳥原町・井山町・品野町・中品野町・広之田町に、大字下品野は鳥原町・窯町・品野町・落合町・八床町・北丘町・岩屋町となり、同日をもって大字中品野・大字下品野は消滅する[20]。

- 1丁目 ← 大字下品野字東山・馬場・八床・大松戸の各一部
- 2丁目 ← 大字下品野字馬場・八床・大松戸・鳥林・後田の各一部
- 3丁目 ← 大字下品野字東山・洞田・大松戸・堤洞・才目洞の各一部
- 4丁目 ← 大字下品野字後田・東島・中島・島田・植田・向山・西山・西田・小坂の各一部
- 5丁目 ← 大字下品野字洞田・竃谷・清水洞・五反田・才目洞・東島・中島・植田の各一部
- 6丁目 ← 大字下品野字島田・植田・西山・西田・小坂・横田・落合前・宮前・七反田の各一部
- 7丁目 ← 大字下品野字境井・宮前・東田の各一部と大字中品野字五反田・町田・人代・森屋敷の各一部
- 8丁目 ← 大字下品野字山崎の一部と大字中品野字下町田・山崎・迎川の各一部

## 世帯数と人口
2024年（令和6年）2月1日現在の世帯数と人口は以下の通りである。
| 町丁        | 世帯数    | 人口    |
| ----------- | --------- | ------- |
| 品野町1丁目 | 309世帯   | 535人   |
| 品野町2丁目 | 97世帯    | 179人   |
| 品野町3丁目 | 433世帯   | 918人   |
| 品野町4丁目 | 324世帯   | 815人   |
| 品野町5丁目 | 152世帯   | 329人   |
| 品野町6丁目 | 477世帯   | 1,267人 |
| 品野町7丁目 | 185世帯   | 437人   |
| 品野町8丁目 | 77世帯    | 166人   |
| 計          | 2,054世帯 | 4,646人 |

### 人口の変遷
国勢調査による人口の推移
| 1995年（平成7年）  | 4,549人 | [ 21 ] |  |
| 2000年（平成12年） | 4,602人 | [ 22 ] |  |
| 2005年（平成17年） | 4,533人 | [ 23 ] |  |
| 2010年（平成22年） | 4,774人 | [ 24 ] |  |
| 2015年（平成27年） | 4,724人 | [ 25 ] |  |
| 2020年（令和2年）  | 4,672人 | [ 26 ] |  |

### 世帯数の変遷
国勢調査による世帯数の推移。
| 1995年（平成7年）  | 1,475世帯 | [ 21 ] |  |
| 2000年（平成12年） | 1,537世帯 | [ 22 ] |  |
| 2005年（平成17年） | 1,621世帯 | [ 23 ] |  |
| 2010年（平成22年） | 1,767世帯 | [ 24 ] |  |
| 2015年（平成27年） | 1,746世帯 | [ 25 ] |  |
| 2020年（令和2年）  | 1,790世帯 | [ 26 ] |  |

## 交通

### 鉄道
町内に鉄道は走っていない。最寄り駅は、名鉄瀬戸線尾張瀬戸駅になる。

### バス
名鉄バス「しなの線（瀬戸北線）」
- 【1】【1H】【2】【2H】【3】【4】新瀬戸駅 - 瀬戸駅前 - 古瀬戸 - しなのバスセンター - 上品野 系統 ： 品野口バス停・品野馬場バス停・品野坂上バス停・品野火の見下バス停・品野本町バス停・品野バス停・しなのバスセンターバス停

瀬戸市コミュニティバス「曽野線」
- 新瀬戸駅 - イオン瀬戸みずの店 - 中水野駅 - 曽野 - しなのバスセンター 系統 ： 品野町6丁目バス停・下品野小学校バス停・しなのバスセンターバス停

瀬戸市コミュニティバス「上半田川線」
- 道の駅しなの - しなのバスセンター - 上半田川転回場 系統 ： 道の駅瀬戸しなのバス停・バロー品野店バス停・しなのバスセンターバス停

瀬戸市コミュニティバス「片草線」
- 道の駅しなの - しなのバスセンター - 上品野 - 片草町民会館 系統 ： 道の駅瀬戸しなのバス停・バロー品野店バス停・しなのバスセンターバス停・品野バス停

瀬戸市コミュニティバス「岩屋堂線」
- 道の駅しなの - しなのバスセンター - 岩屋堂 系統 ： 道の駅瀬戸しなのバス停・バロー品野店バス停・しなのバスセンターバス停・品野町3丁目西バス停・品野町3丁目東バス停

- 品野口バス停
- 品野馬場バス停
- 品野坂上バス停
- 品野火の見下バス停
- 品野本町バス停
- 品野バス停（名鉄バス）
- しなのバスセンターバス停（名鉄バス）
- 品野町6丁目バス停
- 下品野小学校バス停
- しなのバスセンターバス停（コミュニティバス）
- 道の駅瀬戸しなのバス停
- バロー品野店バス停
- 品野バス停（コミュニティバス）
- 品野町3丁目西バス停
- 品野町3丁目東バス停

### 道路
- 国道248号[8] ： 国道363号と重複し、町の中央部を南北に通っている。町の北端部の品野交番前交差点で国道363号との重複は終わり、そこから北へと向かう。
- 国道363号 ： 国道248号と重複し、町の中央部を南北に通っている。町の北端部の品野交番前交差点で国道248号との重複は終わり、そこから東へと向かう。
- 愛知県道22号瀬戸環状線 ： 町の北部の品野町6丁目交差点から東へ向かって通っている。
- 愛知県道210号中水野品野線 ：町の北西部から八床町との町境付近を東へ向かって通り、町の中央部の品野町2丁目東交差点が終点となる。

- 国道248・363号・愛知県道210号標識（品野町2丁目東交差点）

## 施設
- 下品野地域交流センター「ふれあい」（瀬戸市役所品野支所）[8] ： 2019年（平成31年）4月1日竣工[27]。1階には品野支所が同居し、従来通りの行政サービスを行うとともに、交流スペースや会議室を備えており、2階には大ホール・調理室・会議室が配備されている[27]。
- 瀬戸市立下品野小学校[8] ： 1891年（明治24年）開校[28]。2022年（令和4年）5月1日現在の児童数は399人、教員数は29人[29]。
- 瀬戸市立品野西保育園[8] ： 前身は、1949年（昭和24年）に開園した品野町立品野保育園[30]。その後、1953年（昭和28年）に下品野保育園に、1972年（昭和47年）に現名称になり、1982年（昭和57年）に現在地へ移転[30]。定員は135人。障害児保育にも対応。延長保育は行っていない[31]。
- 瀬戸市立品野南保育園 ： 1979年（昭和54年）に開園[32]。開園当時の定員は80名[32]。2006年（平成18年）に休園となり、2022年11月現在も休園中[33]。
- 瀬戸警察署 品野交番 ： 瀬戸市内にある7つの交番のうちの1つ[34]。
- 瀬戸市消防本部東分署 ： 1989年（平成元年）に末広町より移転新築して設立[35]。R・C造2階建一部地下1階で延床面積は934.81m2[36]。消防車や救急車等8台を有する[36]。同敷地内に訓練塔も併設している[36]。
- 瀬戸市消防団 下品野分団 ： 1997年（平成9年）竣工[37]。下品野連区全域と下半田川町・定光寺町を分団の区域としている[38]。
- 品野郵便局 ： 窓口は平日のみ、ATMは土日祝も営業[39]。駐車場は6台[39]。2006年（平成18年）9月30日をもって集配業務が廃止され、その業務は瀬戸郵便局に引き継がれている[40]。
- 瀬戸信用金庫 品野支店 ： 金融機関（店舗）コードは、1554（010）[41]。窓口は平日のみ、ATMは土日祝も営業[41]。
- JAあいち尾東 品野支店 ： 金融機関（店舗）コードは6466（457）[42]。窓口は平日のみ、ATMは土日祝も営業[42]。
- 道の駅瀬戸しなの ： 2011年（平成23年）3月26日オープン[43]。せとめし食堂・産地とりたて市場・瀬戸の情報コーナーなどがあり、美味しさ・楽しさを提供している[43]。
- 品野陶磁器センター[8] ： 瀬戸の窯元が多く集まる品野地区の製品を中心にせとものを展示即売する施設[44]。品野陶磁器工業協同組合が運営している[44]。
- 全宝寺 ： 曹洞宗[45]。本尊は阿弥陀如来[45]。735年（天平6年）に天台宗の寺として創設されたが、その後廃寺[45]。雲興寺十四世居雲宗準によって再興され、曹洞宗に帰入した[45]。
- 嶋田稲荷神社 ： 4丁目の北部にある神社。
- 品陶神社 ： 道の駅 瀬戸しなののすぐ南にある神社。
- 名入れ子供食器の竹堂園 ： 1924年（大正13年）創業[46]。子供食器やシンプルでモダンな食器を作っており、工場では成型から絵付け作業等一貫生産を見学できる[46]。
- 更紗窯 ： 練上技法によるワークショップを実施している[47]。
- 株式会社中央陶器 ： 和・洋・中の業務用食器を中心に、ガラス食器、漆器など様々な器を取り扱っている[48]。
- ヤマダ窯業原料 ： 陶芸用粘土、釉薬、釉薬原料、陶芸材料等を取り扱っている[49]。小分け販売や全国発送も行っている[49]。
- 後田公園 ： 瀬戸市都市計画公園の街区公園に定められている4丁目にある公園[50]。コンビネーション遊具とスプリング遊具がある。
- 天白公園 ： 瀬戸市都市計画公園の街区公園に定められている6丁目にある公園[50]。ブランコとコンビネーション遊具がある。
- 向山公園 ： 瀬戸市都市計画公園の街区公園に定められている4丁目にある公園[50]。コンビネーション遊具とスプリング遊具がある。
- 平芝公園 ： 瀬戸市都市計画公園の街区公園に定められている6丁目にある公園[50]。コンビネーション遊具とスプリング遊具がある。
- 品野町1丁目1ちびっこ広場 ： 1丁目の東端にある小さな公園。ブランコ・すべり台・鉄棒・雲梯がある。
- 品野町1丁目IIちびっこ広場 ： 1丁目の東部にある小さな公園。ブランコ・すべり台・鉄棒がある。
- 品野町3丁目ちびっこ広場 ： 3丁目の北部にある小さな公園。ブランコとすべり台がある。
- 山の神児童遊園 ： 3丁目の中央部にある小さな公園。ブランコ・すべり台・鉄棒・ジャングルジムがある。
- 堤洞防災広場 ： 3丁目の南部にある広場。10台程度が止められる駐車場と防災倉庫がある。
- 品野町5丁目ちびっこ広場 ： 5丁目にある小さな公園。ブランコ・すべり台・鉄棒がある。

- 下品野地域交流センター「ふれあい」（瀬戸市役所品野支所）
- 瀬戸市立下品野小学校
- 瀬戸市立品野西保育園
- 瀬戸市立品野南保育園
- 瀬戸警察署 品野交番
- 瀬戸市消防本部東分署
- 瀬戸市消防団 下品野分団
- 品野郵便局
- 瀬戸信用金庫 品野支店
- JAあいち尾東 品野支店
- 道の駅瀬戸しなの
- 品野陶磁器センター
- 全宝寺
- 嶋田稲荷神社
- 品陶神社
- 後田公園
- 天白公園
- 向山公園
- 平芝公園
- 品野町1丁目1ちびっこ広場
- 品野町1丁目IIちびっこ広場
- 品野町3丁目ちびっこ広場
- 山の神児童遊園
- 堤洞防災広場
- 品野町5丁目ちびっこ広場

## その他

### 日本郵便
- 郵便番号 : 480-1207[6]（集配局：瀬戸郵便局[51]）。